# Goldie Steinberg
Pour les articles homonymes, voir Steinberg.
Goldie Steinberg, de son nom de jeune fille Goldie Gurfinkel ou Goldie Garfinkel, née le 30 octobre 1900 à Kichinev et morte le 16 août 2015 à Long Beach (Long Island) dans l'État de New York, est une supercentenaire américano-moldave d'origine juive.

## Biographie
Goldie Gurfinkel est née 30 octobre 1900 à Kichinev. Ses parents sont Chazkel et Devorah Gurfunkel. Elle fait partie d'une fratrie de huit enfants.
Elle fait sa Bat Mitsvah en 1912.
Elle a pour époux Philip Steinberg.
Elle est, enfin, l'ultime survivante des pogroms de Kichinev.
Elle est l'une des six dernières personnes à être nées au XIXe siècle et, du 17 juin 2015 à sa mort, la 6e personne la plus âgée au monde.
Elle meurt le 16 août 2015 à l'âge de cent-quatorze ans et deux-cent quatre-vingt-dix jours.
Au moment de sa mort, elle était la 49e plus vieille personne de l'histoire, dont la 46e femme. Le 1er juillet 2025, elle est passée 90e, dont 86e femme.